# Rower torowy

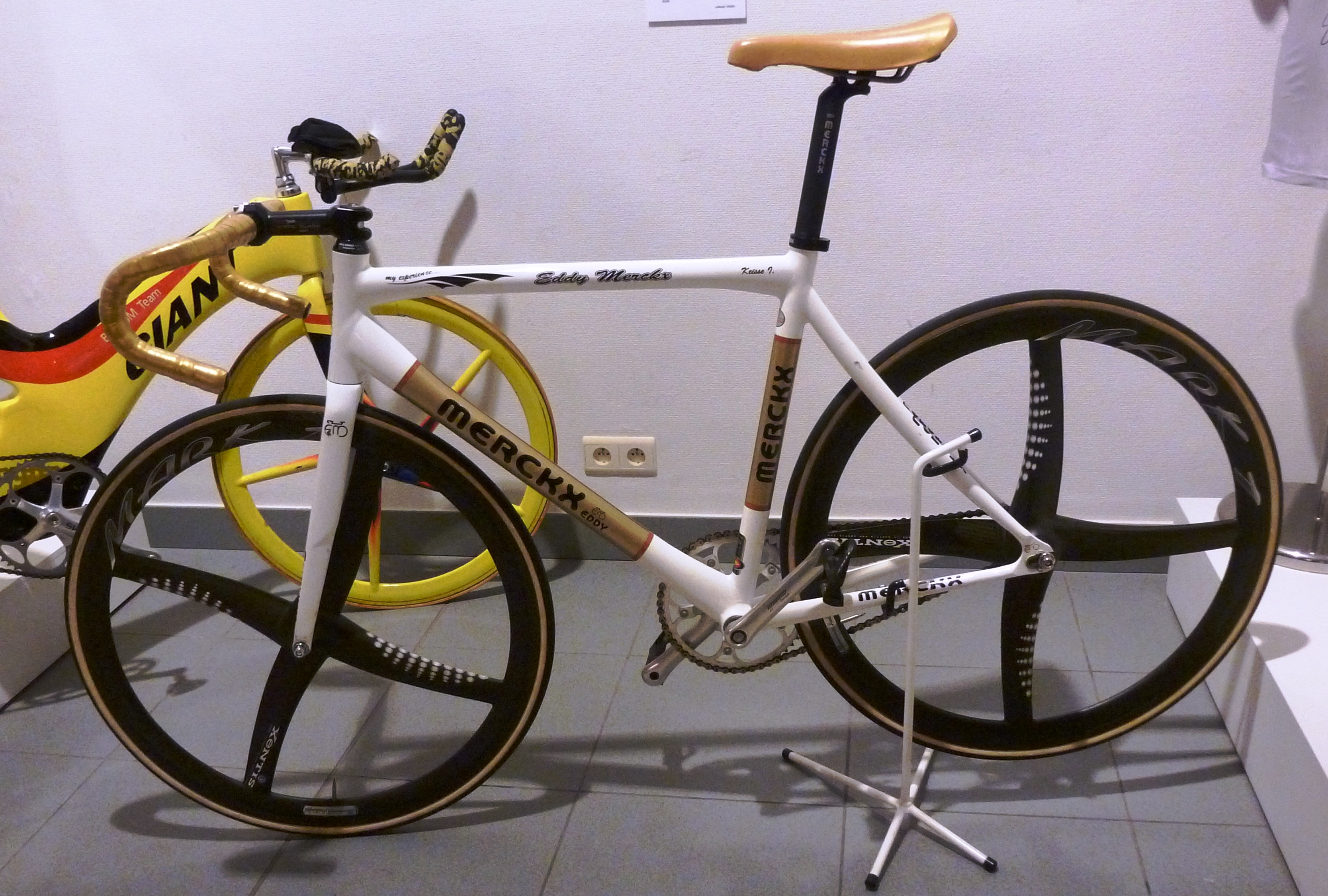
Rower torowy Eddy'ego Merckxa

Rower torowy – lekki rower na kołach o średnicy 28 cali (w jeździe na czas używa się kół o pomniejszonej średnicy ok. 26 cali) służący do ścigania się po specjalnie przygotowanych torach zwanych welodromami, przypominających bieżnię lekkoatletyczną. Taką konkurencję nazywa się kolarstwem torowym.
Konstrukcja roweru torowego jest bardzo zbliżona do konstrukcji roweru szosowego, występuje tu jednak kilka cech charakterystycznych:
- Jest lżejszy (brak hamulców, przerzutek itp.), ale jednocześnie ramy torowe często są cięższe od szosowych, gdyż nacisk w nich położony jest na sztywność konstrukcji. W jeździe po płaskiej nawierzchni decydująca jest masa kół, podczas gdy masa ramy z fizycznego punktu widzenia nie ma znaczenia. Najlżejsze konstrukcje osiągają masę poniżej 6,5 kg, lecz zgodnie z przepisami rowery stosowane w zawodach muszą mieć masę co najmniej 6,8 kg.
- Używane są oponodętki przyklejane do kół (tzw. szytki lub cingle). Szytki dla sprinterów osiągają wagę ok. 110 gramów, co jest wynikiem nie do pobicia dla ogumienia szosowego.
- Nie posiada przełożeń, gdyż są one zbędne, bo cały wyścig toczy się na płaskim torze, a start odbywa się ze specjalnej bramki. Stałe przełożenie jest dobierane indywidualnie do potrzeb danego zawodnika.
- Często dodatkowo używa się w nim pedałów na podwójne paski (nie na klasyczne wpięcia jak w innych dyscyplinach), aby zminimalizować ryzyko wyskoczenia buta z pedału w trakcie sprintu.
- Najistotniejszą cechą jest brak wolnobiegu, tzw. ostre koło, tj.: gdy kręci się tylne koło, kręcą się również pedały – nie sposób więc jechać, nie pedałując.
- Ze względów bezpieczeństwa zabronione jest montowanie hamulców.